# Biblioteka Świętego Pielgrzyma

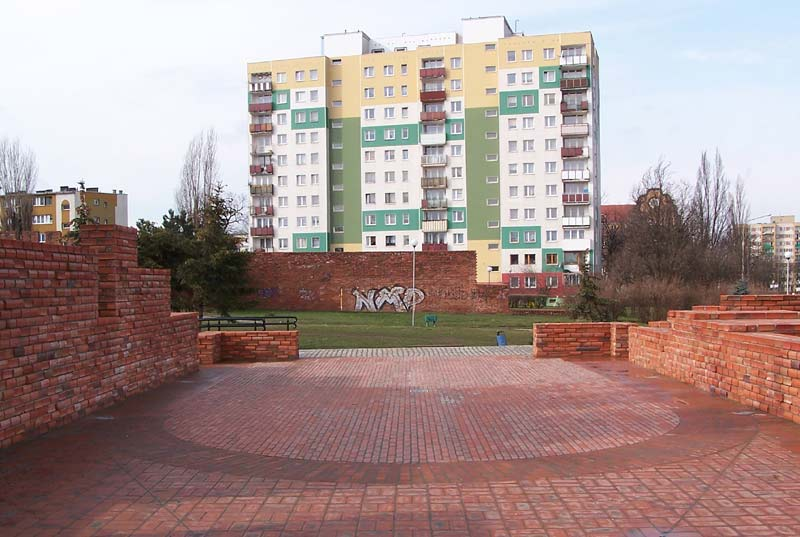
Biblioteka Świętego Pielgrzyma – widok ku zachodowi

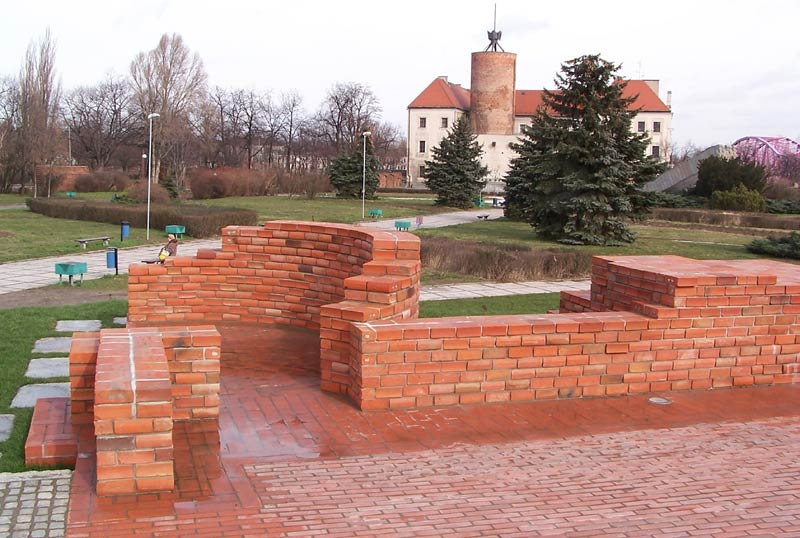
Absyda północna

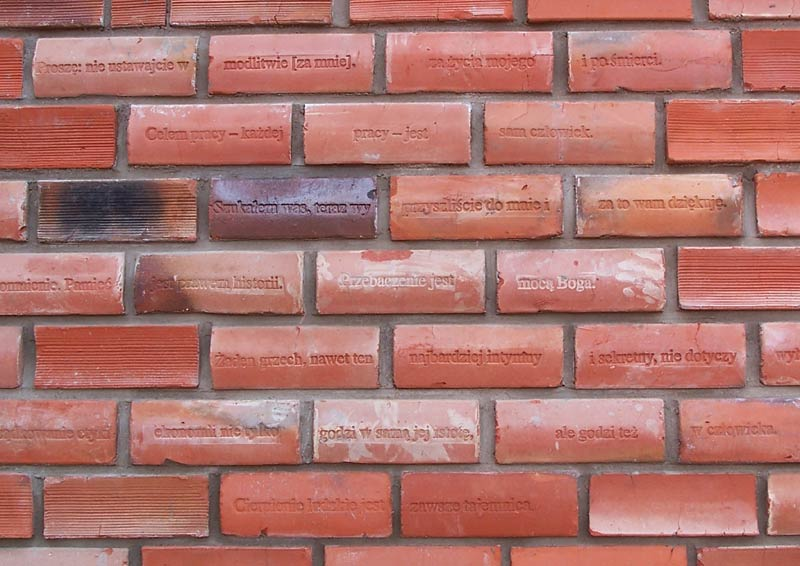
Fragment ściany południowej

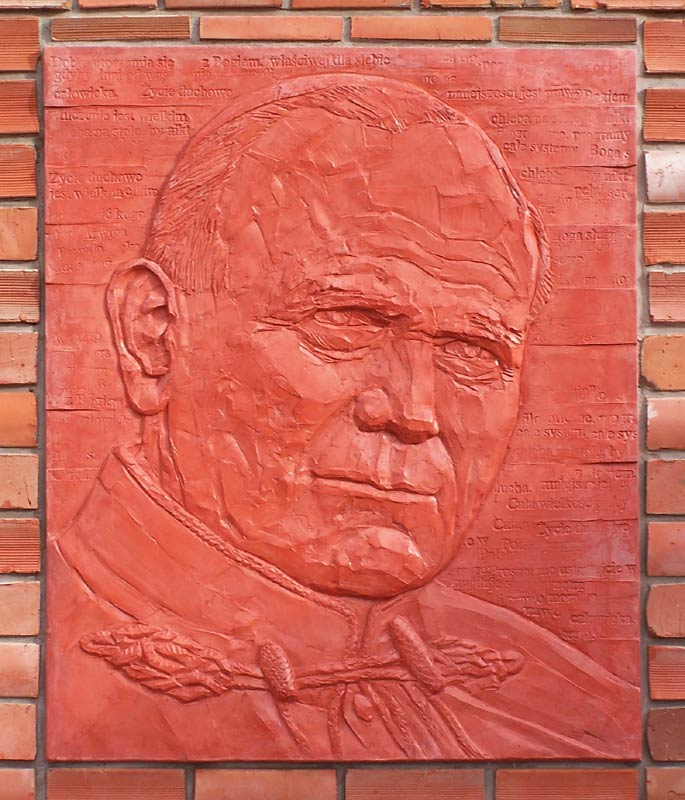
Płaskorzeźba autorstwa Adama Olejniczaka

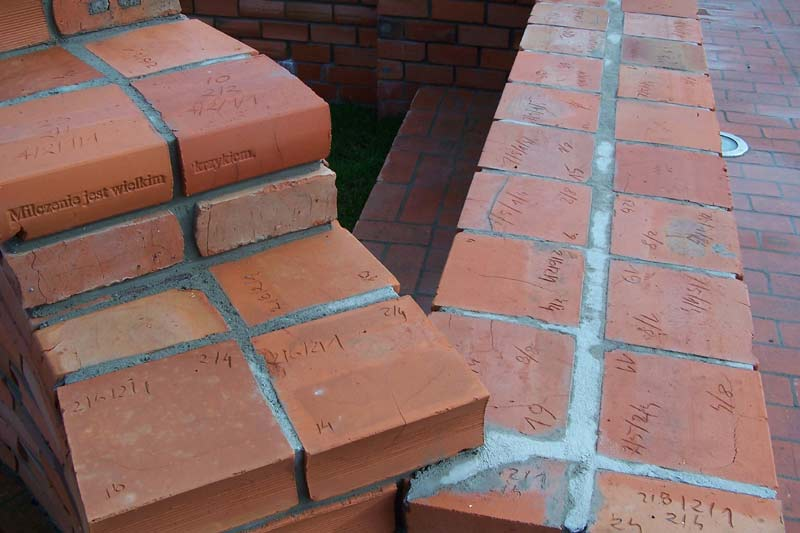
Opisy lokalizacyjne na cegłach

Biblioteka Świętego Pielgrzyma – odsłonięty 11 listopada 2006 roku, na placu Jana Pawła II w Głogowie, pomnik papieża Jana Pawła II, zlokalizowany w miejscu średniowiecznego kościoła św. Piotra. Obiekt łączy w sobie funkcję upamiętniania osoby zmarłego papieża Polaka oraz lapidarium nieistniejącej od XIX wieku świątyni.

## Historia
Monument powstał z inicjatywy społeczności Głogowa, zaś swój kształt zawdzięcza współpracy dwóch artystów związanych z Państwową Wyższą Szkołą Zawodową w Głogowie: prof. Eugeniusza Józefowskiego i dra Adama Olejniczaka. Jest to jedyny pomnik upamiętniający postać Jana Pawła II, zwracający w takim stopniu uwagę na dokonania intelektualne papieża Polaka. Na cegłach, z których wzniesiono ściany lapidarium – Biblioteki, znalazły się odciśnięte cytaty (wyboru dokonał prorektor PWSZ, dr Antoni Jeżowski), o charakterze społecznym, filozoficznym i duchowym, pochodzące z nauczania zmarłego papieża. Dodatkowo, cegły te mają kształt książek. W centralnej części monumentu znajduje się relief wykonany przez Adama Olejniczaka, przedstawiający popiersie Jana Pawła II ponadnaturalnej wielkości.
W wyrób cegieł zaangażowani byli studenci PWSZ, którzy pod kierunkiem twórców pomnika odbyli w Kotli dwutygodniowy plener Ceglana Sztuka Gotyku, własnoręcznie formując cegły i odciskając na nich papieskie cytaty. Pomnik powstał w kooperacji wielu podmiotów i osób, m.in.: firmy Pos-bud, cegielni w Kotli, samorządowców, urzędników powiatowych i miejskich.

## Remont
W 2016 roku okazało się, że Biblioteka jest w złym stanie technicznym. Opady śniegu i deszczu spowodowały wypadanie cegieł. Prace remontowe rozpoczęły się w 2017 roku. Koszt wyniósł 222 tys. złotych. W ramach prac oczyszczono i odgrzybiono oraz zaizolowano mury, zostały wymienione uszkodzone cegły, ułożono koronę murów z płyt granitowych oraz opaskę wokół murów.
Wybrane cytaty (znakiem | zaznaczono kolejne lica cegieł):
- Kochaj, idąc w głąb.
- Bóg powiedział | człowiekowi wszystko.
- Człowiek jest powołany | do wolności.
- Duc in altum! | Wypłyń na głębię!
- Milczenie jest wielkim | krzykiem.
- Nie lękajcie się | być świętymi.
- Nie wstydźcie się | krzyża.
- Normy etyczne opierają | się na rzeczywistości.
- Polska jest ojczyzną | trudnego wyzwania.
- Starość wieńczy życie. | Jest czasem żniw.
- Tylko "miłowanie" | wyklucza "używanie".
- Uczuciowość nie jest | konsumpcyjna.
- Uświęcajcie się i | uświęcajcie się szybko.
- Celem pracy – każdej | pracy – jest | sam człowiek.
- Człowiek realizuje się | jako człowiek przez | swą wartość moralną.
- Droga odkryć | naukowych jest zawsze | drogą do prawdy.
- Ewangelia | zobowiązuje do walki | o bezinteresowność.
- Modlitwa jest drogą | Słowa, które wszystko | ogarnia.
- Musimy... rozważać | misję Chrystusa jako | misję pojednania.
- Naród żyje prawdą | o sobie, ma prawo do | prawdy o sobie.
- Nie lękaj się przyjąć | Chrystusa do swej | codziennej pracy.
- Odkupienie świata | dokonuje się | poprzez rodzinę.
- Odpowiedzią na dar | zbawienia winno być | nawrócenie serca.
- Pierwszym prawem | mniejszości jest prawo | do istnienia.
- Przeżycie wolności | idzie w parze z | przeżyciem prawdy.
- Tylko osoba może | miłować i tylko osoba | może być miłowana.
- Musicie od siebie | wymagać, nawet | gdyby inni od was | nie wymagali.
- Proszę: nie ustawajcie w | modlitwie [za mnie], | za życia mojego | i po śmierci.
- Znacznie | częściej potrzebujemy | przebaczenia, niż | pragniemy przebaczać.
- Życie duchowe | człowieka zmierza do | właściwej sobie | pełni.
- Głębokim pokojem | – napełnia mnie myśl o | chwili, w której Bóg | wezwie mnie do siebie | – z życia do życia!
- Jeśli czujesz się | samotny, postaraj się | odwiedzić kogoś, kto | jest jeszcze bardziej | samotny.
- Podporządkowanie etyki | ekonomii nie tylko | godzi w samą jej istotę, | ale godzi też | w człowieka.
- Troska o dziecko jest | pierwszym | i podstawowym | sprawdzianem stosunku | człowieka do człowieka.
- „Zabijaniu” Boga służą | całe systemy | filozoficzne, programy | społeczne, ekonomiczne | i polityczne.
- Żaden grzech, nawet ten | najbardziej intymny | i sekretny, nie dotyczy | wyłącznie osoby, która | go popełniła.
- Niech będą | błogosławione ręce, | nich będą | błogosławione umysły | i serca, które służą | chorym.
- Przebaczenie nie jest | tym samym, co | zapomnienie. Pamięć | jest prawem historii. | Przebaczenie jest | mocą Boga.